# 拉贝珠单抗
拉贝珠单抗（INN：labetuzumab；商品名CEA-CIDE）是一种人源化IgG1单克隆抗体，用于治疗结直肠癌。它选择性地结合CEACAM5。
该药物还被用在患有转移的甲状腺髓样癌患者中进行了测试。
该药物由Immunomedics开发。